# Loi des témoins
La loi des témoins du 28 mars 1793 est une loi qui définit l'audition des témoins contre des prévenus accusés d'émigration.

## Texte de la loi
« L'accusateur public fera citer des personnes dont le civisme sera certifié, au moins au nombre de deux, de la commune du domicile de l'accusé, ou, à défaut, des lieux circonvoisins, pour faire reconnaître si le prévenu est la même personne dont l'émigration est constatée par la liste des émigrés, ou par les arrêtés des corps administratifs ».
Si l'émigré étaient reconnus par les témoins, celui-ci était aussitôt exécuté, sans aucun jugement. Un décret institué en 1794 porta la peine capitale contre un faux témoin dans une affaire importante. Une autre décret créé la même année fit interdiction de faire comparaître devant le Tribunal révolutionnaire les personnes sur le rapport desquelles l'accusé avait été traduit devant le tribunal. Une autre loi, celle du 5 mars 1796 décida que les parents ou alliés de l'accusé ne pourraient être témoins contre les autres accusés. Le code pénal fit la part du faux témoignage en matière criminelle du faux témoignage en matière civile.[réf. nécessaire]

## Sources
- Jean Tulard, Jean-François Fayard et Alfred Fierro, Histoire et dictionnaire de la Révolution française. 1789–1799, Paris, éd. Robert Laffont, coll. « Bouquins », 1987, 1998 [détail des éditions] (ISBN 978-2-221-08850-0)